# 세르디아나
세르디아나(Serdiana)는 이탈리아 사르데냐주 수드사르데냐도에 있는 코무네 (지방 자치체)로, 칼리아리에서 북쪽으로 약 20 킬로미터 (12 mi) 떨어져 있다. 2004년 12월 31일 기준으로 인구는 2,354명이고 면적은 55.7 제곱킬로미터 (21.5 mi2)이다.
세르디아나는 다음 지방 자치체와 접해 있다: 돌리아노바, 도노리, 모나스티르, 산탄드레아프리우스, 세스투, 세티모산피에트로, 솔레미니스, 우사나.